# Plynteria
Plynteria is een geslacht van vlinders van de familie spinneruilen (Erebidae), uit de onderfamilie Calpinae.

## Soorten
- P. filiferalis Walker, 1865
- P. lineata Druce, 1891
- P. marginata Druce
- P. patricialis Guenée, 1854